# Blastobasis bilineatella
Blastobasis bilineatella é uma espécie de mariposa do gênero Blastobasis pertencente à família Coleophoridae.